# Gävle Staffans församling
Gävle Staffans församling var en församling i Gästriklands kontrakt i Uppsala stift. Församlingen ingick i Gävle pastorat och låg i Gävle kommun i Gävleborgs län. Församlingen omfattade Gävle-stadsdelarna Brynäs, delar av Söder, Södertull, Hemsta och Hemlingby samt byarna Järvsta, Mårtsbo, Furuvik och Ytterharnäs.  Församlingen uppgick 2021 i Gävle församling.
Församlingen var uppkallad efter den helige Staffan, "Hälsinglands apostel".

## Administrativ historik
Församlingen bildades 1 maj 1916 då Gefle församling delades i två församlingar; Gävle Heliga Trefaldighets församling och Gävle Staffans församling. Båda församlingarna blev självständiga pastorat med varsitt kyrkoråd och varsin kyrkoherde men med gemensam ekonomisk förvaltning. 1995 delades Gävle Staffans församling då Bomhus församling utbröts där Gävle Staffan till 2014 utgjorde ett eget pastorat. Från 2014 till 2021 ingick församlingen i Gävle pastorat.  Församlingen uppgick 2021 i Gävle församling.

## Organister
| Ämbetstid | Namn                  | Levnadstid | Övrigt    |
| --------- | --------------------- | ---------- | --------- |
| 1952–1964 | Erik Sixten Magnusson | 1911–      | Organist. |

## Kyrkor
- Staffans kyrka
- Hemlingby kyrka